# Duell in den Wolken
Duell in den Wolken (Originaltitel: The Tarnished Angels) ist ein US-amerikanisches Melodram unter Regie von Douglas Sirk aus dem Jahr 1957. Der Schwarzweißfilm basiert auf dem Roman Wendemarke (engl.: Pylon) von William Faulkner von 1935. Wendemarken (oder englisch Pylon) markieren bei Flugrennen die vorgesehenen Stellen zum Wenden.

## Handlung
Roger Shumann war im Ersten Weltkrieg ein gefeierter und hochdekorierter Flieger, doch diese Glanztage sind längst vorbei: Im Jahr 1932, während der Great Depression, zieht er als Barnstorming-Pilot durch die amerikanische Provinz. Stets in seiner Begleitung sind seine Frau LaVerne, eine Fallschirmspringerin, ihr gemeinsamer Sohn Jack und der Mechaniker Jiggs. Roger ordnet ein glückliches Familienleben seiner großen Leidenschaft, dem Fliegen, unter. Burke Devlin, ein Reporter aus New Orleans, interessiert sich für den ehemaligen Fliegerhelden und seinen abenteuerlichen Lebensstil. Burke fällt jedoch unangenehm auf, wie sehr Shumanns Familie darunter leidet, und fühlt sich bald zu der vernachlässigten LaVerne hingezogen. LaVerne verspürt einerseits die Chance auf ein neues Leben mit Burke, liebt aber noch immer Roger. 
Bei einem Crash kommt Roger mit einem blauen Auge davon, während sein Flugzeug in Flammen aufgeht und in dem anderen der junge Pilot Frank Burnham umkommt. Für die morgige Show braucht Roger also eine neue Maschine. Das einzige freie Flugzeug in der Nähe gehört Matt Ord, einem knallharten Geschäftsmann mittleren Alters. Und selbst dieses Gerät ist nach Meinung von Jiggs eigentlich nicht flugtüchtig. Um weiter fliegen zu können und Ords Flugzeug zu erhalten, bittet Roger seine Frau, ob sie ein paar Stunden mit Ord „verbringen“ könne. Jiggs, der eine unterdrückte Liebe zu LaVerne hegt, gerät in Wut über Rogers Verhalten. Burke, der sich in LaVerne verliebt hat und dem nicht zusehen will, besucht Ord und kann ihn mit etwas Geld und ein paar falschen Versprechungen davon überzeugen, Roger das Flugzeug auch ohne einen Besuch LaVernes zu geben.
Nachdem Burke mit ihm ins Gewissen geredet hat, denkt Roger über sein Verhalten nach. Er verspricht seiner Frau, das Preisgeld für ein neues Leben verwenden zu wollen. Roger nimmt schließlich am Rennen teil, obwohl sein Flugzeug nur notdürftig repariert ist. Nach einigen Schwierigkeiten kann er starten und erkämpft sich die Führung, dann bekommt sein Flugzeug aber Probleme. Roger verunglückt tödlich, auch da die hysterischen Zuschauer ihm keinen Platz für eine Notlandung bieten. 
Nach dem Unglück weist LaVerne Burke zurück, da sie Schuldgefühle gegenüber Roger empfindet. Matt Ord deutet ihr an, dass sie seine Geliebte werden könne und er dafür die Schulbildung ihres Sohnes bezahlen würde. Burke setzt sich schließlich damit durch, dass LaVerne in ihre Heimat nach Iowa zurückkehrt und dort ein neues Leben anfangen kann. Burke und LaVerne verabschieden sich am Flugzeug, es gibt die Aussicht auf ein Wiedersehen.

## Rezeption
Wie viele andere Douglas-Sirk-Filme fand auch Duell in den Wolken bei Kritikern damals wenig Anklang. Bosley Crowther von der New York Times schrieb damals etwa der Film sei „schlecht und billig“ geschrieben worden, auch die hochkarätige Besetzung würde miserabel und absurd spielen. „Die Sentimentalitäten sind aufgeblasen […]“, urteilte Crowther. William Faulkner zeigte sich dagegen mit der Verfilmung des autobiografisch angehauchten Romanes, der etwa von Faulkners Liebe zur Fliegerei beeinflusst wurde, zufrieden. Es sei die beste Verfilmung eines seiner Werke.
Über die Jahrzehnte wurde das Werk von Douglas Sirk neubewertet und so erhält Duell in den Wolken heute weitgehend positive Kritiken. David Thomson bezeichnete es als Sirks besten Film, insbesondere da er die Mischung aus Poesie und Hokum des Romanes perfekt widerspiegle. Bekannte Regisseure wie Rainer Werner Fassbinder und Peter Bogdanovich stellten ebenfalls den Einfluss des Films heraus. Das Lexikon des internationalen Films zeigte sich überwiegend positiv: „Spannende, vielleicht ein wenig vereinfachende Verfilmung eines Faulkner-Romans, bemerkenswert in Regie und Kameraarbeit.“

## Synchronisation
Die deutsche Synchronfassung entstand bei der Berliner Synchron, das Dialogbuch verfasste Fritz A. Koeniger, die Dialogregie übernahm Klaus von Wahl.
| Rolle                       | Schauspieler     | Dt. Synchronstimme    |
| --------------------------- | ---------------- | --------------------- |
| Burke Devlin                | Rock Hudson      | Gert Günther Hoffmann |
| Roger Shumann               | Robert Stack     | Wolfgang Kieling      |
| LaVerne Shumann             | Dorothy Malone   | Inge Landgut          |
| Jiggs, Mechaniker           | Jack Carson      | Werner Peters         |
| Matt Ord                    | Robert Middleton | Wolf Martini          |
| Colonel Fineman             | Alan Reed        | Paul Wagner           |
| Hank, lästernder Mechaniker | Robert J. Wilke  | Benno Hoffmann        |